# Georg Adolph Gottlieb von Hardenberg
Georg Adolph Gottlieb von Hardenberg (* 24. Juli 1765 in Hardenberg; † 14. April 1816 in Schwedt) war ein preußischer Kammerherr und Landjägermeister der Markgrafentümer Ansbach und Bayreuth.

## Leben
Georg Adolph Gottlieb stammt aus der niedersächsischen Adelsfamilie von Hardenberg und wurde 1765 als jüngster Sohn des Obersten Christian Ludwig von Hardenberg und seiner Frau Anna Sophia Ehrengart (geborene von Bülow aus Essenrode, Schwester von Friedrich Ernst von Bülow) geboren. Georg Adolph Gottlieb war das jüngste von acht Kindern. Dieser Aspekt beeinflusste ihn sein Leben lang.
Durch Vermittlung seines ältesten Bruders Karl August von Hardenberg bekam er das Angebot, in den Dienst des Markgrafen von Ansbach und Bayreuth (Karl Alexander von Brandenburg-Ansbach) zu treten. Nach dem Rücktritt des Markgrafen ging Ansbach-Bayreuth als Provinz in den Besitz der preußischen Krone über, wobei die Eingliederung in den preußischen Staat sehr schwierig war, weil die beiden Gebiete doch in einer Gemengelage mit anderen Territorien lagen.
Er stand im Kontakt mit Carl Maria von Weber.

## Familie
Er heiratete Caroline von Bothmer (1772–1848), die Tochter des Carl von Bothmer. Als Witwe lebte diese später bis zu ihrem Tod in der preußischen Kreisstadt Merseburg.
Aus dieser Ehe gingen die beiden Söhne Karl (1794–1866) und Bernhard von Hardenberg (1807–1870) hervor.